# Dood van Driss Arbib
Op woensdag 6 augustus 2003 werd Driss Arbib, een Amsterdamse man van Marokkaanse afkomst van 33 jaar oud, met een mes in zijn hand neergeschoten door een politieman, waarna hij aan zijn verwondingen is overleden. Dit gebeurde in het Javaans-Surinaamse eethuis Warung Swietie aan het Mercatorplein in Amsterdam.

## Toedracht
Driss Arbib had enige tijd voor het incident ruzie gehad met enkele mannen die zijn vriendin lastig zouden hebben gevallen. Na een kopstoot van een van de mannen te hebben gehad, verliet Arbib het eethuis om thuis een mes te halen. Inmiddels was de politie gearriveerd bij het eethuis toen Arbib met een twintig centimeter lang mes binnenkwam. Een van de agenten voelde zich bedreigd en schoot Arbib neer, die aan zijn verwonding overleed.

## Nasleep
Volgens Jamal Ftieh van het Komitee Marokkaanse Arbeiders in Nederland (KMAN) was dit een 'racistische moord'. De spanningen in de buurt (De Baarsjes) liepen hoog op en een week later werd op het Mercatorplein een demonstratie gehouden door het Comité tegen zinloos politiegeweld en discriminatie dat door het KMAN en de Internationale Socialisten was opgericht naar aanleiding van de dood van Arbib. Deze demonstratie liep op rellen in de buurt uit.
Volgens het Openbaar Ministerie zou de agent uit noodweer hebben gehandeld, en het OM besloot daarom de politieagent niet te vervolgen. De nabestaanden van Arbib dienden hierover een beklag in (een zogeheten artikel 12-procedure) waarna het gerechtshof Amsterdam oordeelde dat aanvullend onderzoek moest plaatsvinden, waaronder een reconstructie van het gebeurde. Ook na dit aanvullende onderzoek  kwam het Openbaar Ministerie tot de conclusie dat de agent niet hoefde te worden vervolgd. Het gerechtshof stemde hiermee in.